# Portal Stories: Mel

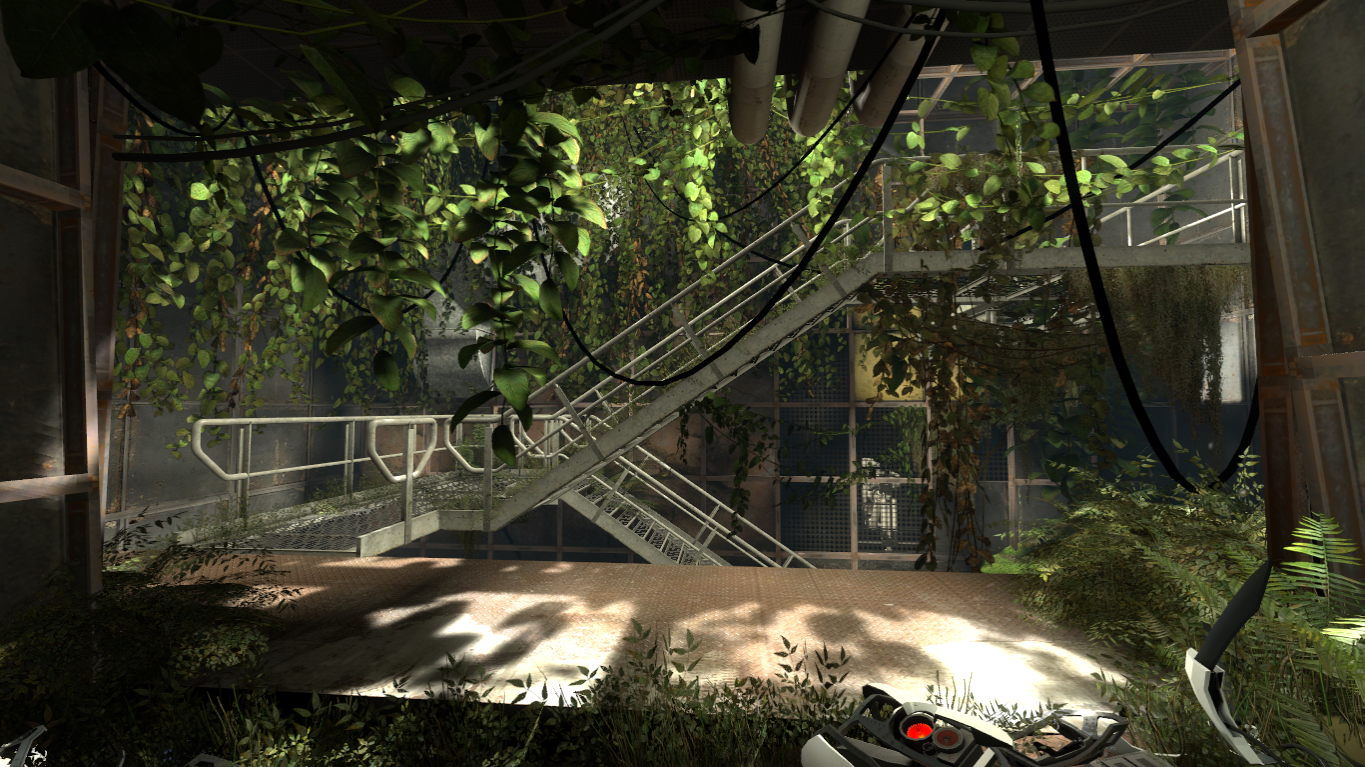
Captura de pantalla.

Portal Stories: Mel es un mod gratuito del videojuego Portal 2, lanzado el 2015 desarrollado por Prism Studios. En la que se toma el rol de Mel. Una sujeto de pruebas de Aperture Science en los años 50, que se ve involucrado dentro de un desastre, y tiene que hacer todo lo posible por escapar.

Rápidamente se popularizó en Steam, y ganó varios premios al mejor juego hecho por fans del año.

## Premios
- Mejor creación hecha por fans 2015 - The Game Awards[3]
- Nominado a mejor campaña un jugador 2015 - Mod_DB[4]